# Saison 3 de The Good Place
Chronologie
Saison 2 Saison 4
Cet article présente le guide des épisodes de la troisième saison de la série télévisée américaine The Good Place.

## Généralités
- Aux États-Unis, la saison a été diffusée du 25 septembre 2018 au 24 janvier 2019 sur le réseau NBC
- Au Canada, la saison a été diffusée en simultanée sur le réseau Global
- La saison est également diffusée intégralement sur Netflix dans tous les pays francophones, à l'exception du Québec.

## Distribution

### Acteurs principaux
- Kristen Bell (VF : Laura Préjean) : Eleanor Shellstrop
- Ted Danson (VF : Jean-Louis Faure) : Michael
- Jameela Jamil (VF : Charlotte Marin) : Tahani Al Jamil
- William Jackson Harper (VF : Jean-Baptiste Anoumon) : Chidi Anagonye
- Manny Jacinto (VF : Antoine Schoumsky) : Jason Mendoza / Jianyu Li
- D'Arcy Carden (VF : Armelle Gallaud) : Janet

### Acteurs récurrents
- Kirby Howell-Baptiste (VF : Fily Keita) : Simone Garnett[1]
- Maya Rudolph (VF : Barbara Delsol) : la Juge Gen
- Marc Evan Jackson (VF : Renaud Marx) : Shawn
- Mike O'Malley : le Portier
- Rebecca Hazlewood (en) (VF : Laetitia Coryn) : Kamilah Al-Jamil
- Ben Lawson (VF : Valentin Merlet) : Larry Hemsworth
- Kirby Howell-Baptiste : Simone Garnett

### Invités
- Adam Scott (VF : Alexandre Gillet) : Trevor
- Josh Siegal (VF : Laurent Morteau) : Glenn
- Dominic Burgess (VF : Éric Marchal) : Henry
- Meryl Hathaway (VF : Edwige Lemoine) : Brittany
- Jama Williamson (en) (VF : Isabelle Desplantes) : Val
- Eugene Cordero (en) (VF : Frédéric Popovic) : Pillboi
- Leslie Grossman : Donna Shellstrop, la mère d'Eleanor
- Michael McKean : Doug Forcett

## Épisodes

### Chapitre 27:Tout est top, première partie
- États-Unis /  Canada : 27 septembre 2018 sur NBC[2] / Global
- Belgique,  France,  Suisse : 28 septembre 2018 sur Netflix

- États-Unis : 3,13 millions de téléspectateurs[3] (première diffusion)

### Chapitre 28:Tout est top, deuxième partie
- États-Unis /  Canada : 27 septembre 2018 sur NBC[2] / Global
- Belgique,  France,  Suisse : 28 septembre 2018 sur Netflix

- États-Unis : 3,13 millions de téléspectateurs[3] (première diffusion)

### Chapitre 29:Le Club des intellos
- États-Unis /  Canada : 4 octobre 2018 sur NBC / Global
- Belgique,  France,  Suisse : 5 octobre 2018 sur Netflix

- États-Unis : 2,96 millions de téléspectateurs[4] (première diffusion)

### Chapitre 30:Le Chasse-neige
- États-Unis /  Canada : 11 octobre 2018 sur NBC / Global
- Belgique,  France,  Suisse : 12 octobre 2018 sur Netflix

- États-Unis : 2,71 millions de téléspectateurs[5] (première diffusion)

### Chapitre 31:Jeremy Bearimy
- États-Unis /  Canada : 18 octobre 2018 sur NBC / Global
- Belgique,  France,  Suisse : 19 octobre 2018 sur Netflix

- États-Unis : 2,70 millions de téléspectateurs[6] (première diffusion)

### Chapitre 32:La Ballade de Donkey Doug
- États-Unis /  Canada : 25 octobre 2018 sur NBC / Global
- Belgique,  France,  Suisse : 26 octobre 2018 sur Netflix

- États-Unis : 2,67 millions de téléspectateurs[7] (première diffusion)

### Chapitre 33:Rupture héréditaire
- États-Unis /  Canada : 1er novembre 2018 sur NBC / Global
- Belgique,  France,  Suisse : 2 novembre 2018 sur Netflix

- États-Unis : 2,72 millions de téléspectateurs[8] (première diffusion)

### Chapitre 34:Le Pire usage possible du libre arbitre
- États-Unis /  Canada : 8 novembre 2018 sur NBC / Global
- Belgique,  France,  Suisse : 9 novembre 2018 sur Netflix

- États-Unis : 2,77 millions de téléspectateurs[9] (première diffusion)

### Chapitre 35:Ne laissez pas filer la bonne vie
- États-Unis /  Canada : 15 novembre 2018 sur NBC / Global
- Belgique,  France,  Suisse : 16 novembre 2018 sur Netflix

- États-Unis : 2,69 millions de téléspectateurs[10] (première diffusion)

- Michael McKean

### Chapitre 36: (Les) Janet
- États-Unis /  Canada : 6 décembre 2018 sur NBC / Global
- Belgique,  France,  Suisse : 7 décembre 2018 sur Netflix

- États-Unis : 2,58 millions de téléspectateurs[11] (première diffusion)

- Stephen Merchant

### Chapitre 37:Le Livre des Doug
- États-Unis /  Canada : 10 janvier 2019 sur NBC[12] / Global
- Belgique,  France,  Suisse : 11 janvier 2019 sur Netflix

- États-Unis : 2,72 millions de téléspectateurs[13] (première diffusion)

### Chapitre 38:Chidi voit la lame du temps
- États-Unis /  Canada : 17 janvier 2019 sur NBC / Global
- Belgique,  France,  Suisse : 18 janvier 2019 sur Netflix

- États-Unis : 2,52 millions de téléspectateurs[14] (première diffusion)

### Chapitre 39:Pandémonium
- États-Unis /  Canada : 24 janvier 2019 sur NBC / Global
- Belgique,  France,  Suisse : 25 janvier 2019 sur Netflix

- États-Unis : 2,39 millions de téléspectateurs[15] (première diffusion)